# Matthew Wren
 (février 2012).
Pour les articles homonymes, voir Wren.
Matthew Wren (3 décembre 1585 - 24 avril 1667) est un prélat et homme d'État anglais.

## Biographie
Né à Londres d'une famille originaire de Danemark, il jouit de la faveur de Charles Ier et cumule les titres de recteur de Feversham, chanoine de Winchester, principal d'un des collèges de Cambridge, doyen de Windsor et de Wolverhampton, vice-chancelier et secrétaire de l'ordre de la Jarretière, prédicateur royal et prévôt de la cathédrale de Westminster. Il occupe successivement les sièges épiscopaux d'Hereford, de Norwich et d'Ely.
Lors de la réaction parlementaire contre Charles Ier, il soutient William Laud ce qui lui vaut d'être emprisonné à la Tour de Londres en 1641 : il y reste 18 ans, refusant constamment les offres de Cromwell, qui voulait le gagner à sa cause, et il ne recouvre la liberté et son siège épiscopal qu'en 1660, à la Restauration.
Il est l'oncle de l'architecte Christopher Wren.

## Source
Marie-Nicolas Bouillet  et Alexis Chassang (dir.), « Matthieu Wren » dans Dictionnaire universel d’histoire et de géographie, 1878 (lire sur Wikisource)